# 性風俗関連特殊営業
性風俗関連特殊営業（せいふうぞくかんれんとくしゅえいぎょう）とは、日本において、ソープランドやファッションヘルスなど、風俗営業等の規制及び業務の適正化等に関する法律（風営法）2条5項が定義し、同法などが規制する営業。営業には都道府県公安委員会への届出を要する。この届出をしている店舗を一般に性風俗店または風俗店という。

## 性風俗特殊営業
店舗型性風俗特殊営業 - 次のいずれかに該当する営業
1. 浴場業（公衆浴場法1条1項に規定する公衆浴場を業として経営することをいう。）の施設として個室を設け、当該個室において異性の客に接触する役務を提供する営業 - ソープランド
2. 個室を設け、当該個室において異性の客の性的好奇心に応じてその客に接触する役務を提供する営業（前号に該当する営業を除く。）- 店舗型ファッションヘルス
3. 専ら、性的好奇心をそそるため衣服を脱いだ人の姿態を見せる興行その他の善良の風俗又は少年の健全な育成に与える影響が著しい興行の用に供する興行場（興行場法1条1項に規定するものをいう。）として政令で定めるものを経営する営業 - 個室ビデオ、ストリップ劇場など
4. 専ら異性を同伴する客の宿泊（休憩を含む。以下この条において同じ。）の用に供する政令で定める施設（政令で定める構造又は設備を有する個室を設けるものに限る。）を設け、当該施設を当該宿泊に利用させる営業 - ラブホテル、レンタルルーム、モーテルなど
5. 店舗を設けて、専ら、性的好奇心をそそる写真などを販売・貸し付ける営業 - アダルトグッズショップ
6. 店舗を設けて営む性風俗に関する営業で、善良の風俗、清浄な風俗環境又は少年の健全な育成に与える影響が著しい営業として、専ら、面識のない異性との一時の性的好奇心を満たすための交際を希望する者に対し、当該店舗内においてその者が異性の姿態若しくはその画像を見てした面会の申込みを当該異性に取り次ぐこと又は当該店舗内に設けた個室若しくはこれに類する施設において異性と面会する機会を提供することにより異性を紹介する営業 - 出会い喫茶

これらの営業を営む店舗は、立地面では建築基準法の規制で商業地域以外の用途地域では建築できない。これは全ての建築物の中で最も厳しいものである。
無店舗型性風俗特殊営業 - 次のいずれかに該当する営業
1. 人の住居又は人の宿泊の用に供する施設において異性の客の性的好奇心に応じてその客に接触する役務を提供する営業で、当該役務を行う者を、その客の依頼を受けて派遣することにより営むもの - デリバリーヘルス（派遣型ファッションヘルス）
2. 電話その他の国家公安委員会規則で定める方法による客の依頼を受けて、専ら、前項5号の政令で定める物品を販売し、又は貸し付ける営業で、当該物品を配達し、又は配達させることにより営むもの - アダルトグッズの通信販売

映像送信型
専ら、性的好奇心をそそるため性的な行為を表す場面又は衣服を脱いだ人の姿態の映像を見せる営業で、電気通信設備を用いてその客に当該映像を伝達すること（放送又は有線放送に該当するものを除く。）により営むもの - アダルトサイト

## 電話異性紹介営業
店舗型電話異性紹介営業
店舗を設けて、専ら、面識のない異性との一時の性的好奇心を満たすための交際（会話を含む。次項において同じ。）を希望する者に対し、会話（伝言のやり取りを含むものとし、音声によるものに限る。以下同じ。）の機会を提供することにより異性を紹介する営業で、その一方の者からの電話による会話の申込みを電気通信設備を用いて当該店舗内に立ち入らせた他の一方の者に取り次ぐことによつて営むもの（その一方の者が当該営業に従事する者である場合におけるものを含む） - テレフォンクラブ（入店型）
無店舗型電話異性紹介営業
専ら、面識のない異性との一時の性的好奇心を満たすための交際を希望する者に対し、会話の機会を提供することにより異性を紹介する営業で、その一方の者からの電話による会話の申込みを電気通信設備を用いて他の一方の者に取り次ぐことによつて営むもの（その一方の者が当該営業に従事する者である場合におけるものを含むものとし、前項に該当するものを除く。） - ツーショットダイヤル、携帯電話を利用したテレフォンクラブなど

## 暴力団排除条例との関係
性風俗関連特殊営業は、自治体が定める暴力団排除条例において特定営業の一つとされることがある。同条例に基づく暴力団排除特別地域内で営業する性風俗関連特殊営業者は、暴力団員らに対して みかじめ料の支払いや便宜供与を行ってはならないとされており、違反者には支払った側であっても罰則が科される。